# Rhytidoponera rotundiceps
Rhytidoponera rotundiceps é uma espécie de formiga do gênero Rhytidoponera.